# Fraginal
Fraginal (en aragonés O Fraixinal) es una entidad de población española del municipio de Jaca, perteneciente a la provincia de Huesca, en la comunidad autónoma de Aragón.

## Urbanismo
La población se divide en dos barrios, Fraginal Alto, que es el más antiguo y que se encuentra actualmente abandonado contaba con tres casas, Zabira, Gollé y Francho, estando dos de ellas ubicadas en torno a una sola calle, mientras que la última se encontraba junto a la iglesia que estaba en la parte más alta de la población pero que tras el incendio de casa Zabira se construyó junto al río Fraginal Bajo.

## Historia
En el 1778 aparce mencionada como una pardina de señorío. Hacia mediados del siglo XIX, el lugar, por entonces con ayuntamiento propio, tenía contabilizada una población de treinta habitantes. Aparece descrito en el octavo volumen del Diccionario geográfico-estadístico-histórico de España y sus posesiones de Ultramar de Pascual Madoz con las siguientes palabras:

FRAGINAL: l. con ayunt. en la prov. de Huesca, part. jud. y dióc. de Jaca (2 leg.), aud. terr. y c. g. de Zaragoza. sit. á la falda de un monte, inmediato al r. Estarun, con clima sano y combatido de todos los vientos. Tiene 4 casas, que dependen en lo eclesiástico de la vicaria de Lastiesas, y un oratorio de Ntra. Sra. de los Dolores, donde se dice misa una vez al año. Confina el térm. N. con su matriz; E. Araguas del Solano; S. Azcara, y O. Embun; comprendiendo en su radio la pardina de Fosato. (V.) El terreno es quebrado, consistente en monte poblado de algunas encinas y robles, interpolados con bojes y otros arbustos: hay algo de huerta en las márg. del r. Estarun que le cruza. prod.: algunos cereales y legumbres: cria de ganado lanar y cabrio; caza de conejos y perdices. pobl.: 4 vec., 30 alm. contr.: 318 rs. 29 mrs.
(Madoz, 1847, p. 161)

El municipio de Fraginal desapareció de cara al censo de 1857 y el término se incorporó al de Araguás del Solano, junto con Lastiesas y Borresa, posteriormente al de Baraguás, junto con Caniás y Abay, que en el 1963 acabaría integrado en el de Jaca. En 2023, la entidad singular de población tenía empadronados nueve habitantes.

## Patrimonio

### Iglesia de Nuestra Señora de los Dolores
Es un templo construido en el siglo XVIII de planta rectangular de pequeño tamaño con una sola nave y sin ningún anexo, teniendo la portada en el muro sureste y contando con tres contrafuertes en cada lado, estando el primero integrado en la fachada.
Sus muros son de mampostería de piedras calizas y areniscas de la zona unidas con mortero y con un encalado del que apenas quedan restos, de la cubierta se ha derrumbado al completo salvo un pequeño fragmento bajo la espadaña donde se pueden ver restos de las losas que cubrían la iglesia, pudiéndose ver por fotografías antiguas que era a cuatro aguas.
La portada se encuentra bajo un arco de medio punto con cinco dovelas grandes y jambas de sillería de corte regular, sobre la misma hay una pequeña ventana cuadrangular y por encima de esta se yergue una espadaña de un solo ojo.
El interior consiste en una nave única y diáfana con muros interiores que anteriormente estaban enlucidos y encalados siendo aún apreciables restos de una sencilla ornamentación en colores azules y una franja oscura donde estuvo ubicado el coro, reconocible por las derrumbadas vigas de madera ya que fueron cortadas en una intervención posterior y por sus puntos de encastre en el muro.
En ausencia de ábside, un nicho de toda la altura de la nave ocupa el testero rematado con un arco ligeramente apuntado y próximo a éste, el altar.

## Cultura

### Fiestas
El tercer fin de semana de septiembre se celebran las fiestas en honor a Nuestra Señora de los Dolores, mientras que antiguamente las fiestas mayores se celebraban el 15 de julio.